# Heterorrhina simula
Heterorrhina simula är en skalbaggsart som beskrevs av Oliver Erichson Janson 1907. Heterorrhina simula ingår i släktet Heterorrhina och familjen Cetoniidae. Inga underarter finns listade i Catalogue of Life.